# Erateina alma
Erateina alma är en fjärilsart som beskrevs av Thierry-mieg 1893. Erateina alma ingår i släktet Erateina och familjen mätare. Inga underarter finns listade i Catalogue of Life.